# Ross-Schelfeis

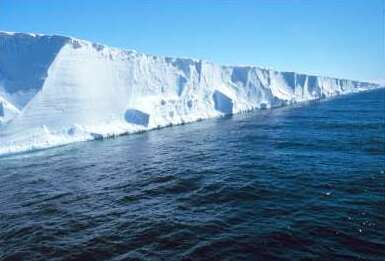
Das Ross-Schelfeis: Blick auf die Rossbarriere

Die größten Schelfeistafeln der Antarktis (Stand 2007).
Ross-Schelfeis (472960 km²)
Filchner-Ronne-Schelfeis (422420 km²)
Amery-Schelfeis (62620 km²)
Larsen C (48600 km²)
Riiser-Larsen-Schelfeis (48180 km²)
Fimbul-Schelfeis (41060 km²)
Shackleton-Schelfeis (33820 km²)
George-VI-Schelfeis (23880 km²)
West-Schelfeis (16370 km²)
Wilkins-Schelfeis (13680 km²)

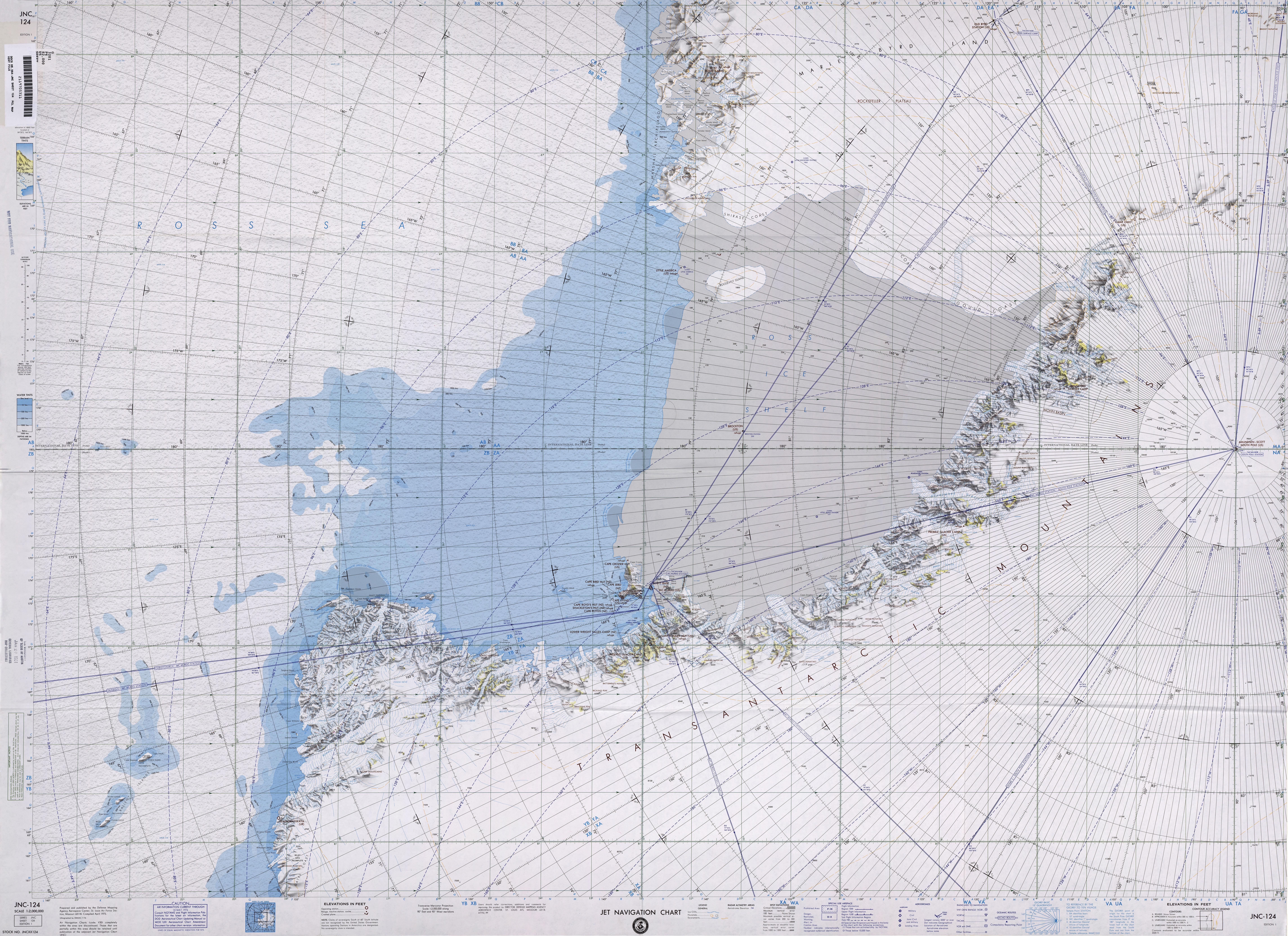
Karte des Rossmeeres und Umgebung – Ross-Schelfeis grau

Das Ross-Schelfeis ist ein Schelfeis, das die südliche Hälfte des antarktischen Rossmeeres bedeckt. Das Schelfeis ist mit einer Fläche von rund 525.000 km² (Quelle: AWI; andere Quellen gehen von 487.800 km² aus) nur geringfügig kleiner als Frankreich und damit das größte Schelfeisgebiet der Antarktis.

## Beschaffenheit
Die nahezu vertikale seewärtige Front (Abbruchkante) der Ross-Schelfeis-Platte, die Rossbarriere, erstreckt sich auf eine Länge von 600 bis 800 km und ragt 20 bis 50 Meter über den Meeresspiegel auf. Das Eis ist bis zu 600 Meter dick. Ein Teil der Eismassen ist auf dem Meeresgrund verankert; ein größerer Teil schwimmt auf. Neue Messergebnisse am Ross-Schelfeis zeigen die Gefahr eines Zerfalls dieses Schelfeises. Ursache der Schmelze ist nicht warmes Tiefenwasser wie an einigen anderen Schelfeisen, sondern von der Sonne erwärmtes Oberflächenwasser, das unter das Eis strömt. Dieser Vorgang beschleunigt sich, wenn die Dauer der eisfreien Periode im Rossmeer während des Südsommers zunimmt. Jedoch friert an der Unterseite auch neues Eis an.

## Lebewesen
Unter dem Schelfeis wurden mittels Warmwasserbohrung und Tauchroboter in 740 Meter Tiefe und 850 km entfernt von der Eiskante mehrere unbekannte Fischarten und verschiedene Schalentiere (z. B. Flohkrebse) entdeckt, obwohl dort kein Plankton nachgewiesen wurde.

## Geschichte
Das Ross-Schelfeis ist nach dem englischen Entdecker und Seefahrer James Clark Ross benannt, der es am 28. Januar 1841 bei der nach ihm benannten Expedition entdeckte. Ross kartierte die Front der Eisplatte in Richtung Osten bis etwa 160° West. Erstmals betreten wurde das Schelfeis im Januar 1900 von Teilnehmern der Southern-Cross-Expedition (1898–1900) unter der Leitung des norwegischen Polarforschers Carsten Egeberg Borchgrevink. Der größte Teil des Ross-Schelfeises liegt in der von Neuseeland beanspruchten Ross Dependency. 1912 wurde das Ross-Schelfeis zur letzten Ruhestätte für den Polarforscher Robert Falcon Scott und seine Expeditionsteilnehmer.